# Stokenchurch
Stokenchurch – wieś w Anglii, w hrabstwie Buckinghamshire, w dystrykcie (unitary authority) Buckinghamshire. Leży 56 km na zachód od centrum Londynu. W 2001 miejscowość liczyła 4801 mieszkańców.